# Pam Spencer
Pam Spencer (eigentlich Pamela Ann Spencer, verheiratete Marquez; * 8. Oktober 1957 in Moses Lake) ist eine ehemalige US-amerikanische Hochspringerin.
1975 wurde sie Sechste bei den Panamerikanischen Spielen in Mexiko-Stadt, und 1976 schied sie bei den Olympischen Spielen in Montreal in der Qualifikation aus.
Bei den Panamerikanischen Spielen 1979 in San Juan gewann sie Silber. 1980 verhinderte der US-Boykott eine Teilnahme an den Olympischen Spielen in Moskau.
1981 wurde sie Dritte beim Leichtathletik-Weltcup in Rom, und 1984 kam sie bei den Olympischen Spielen in Los Angeles auf den elften Platz.
1981 und 1984 wurde sie US-Meisterin.
Ihre persönliche Bestleistung von 1,97 m stellte sie am 28. August 1981 in Brüssel auf.